# Harald Szeemann
Harald Szeemann, né le 11 juin 1933 à Berne et mort le 18 février 2005 à Locarno (Tessin), est un commissaire d'exposition suisse.

## Biographie

### Étudiant à Berne
Harald Szeemann étudie l'histoire de l'art, l'archéologie et le journalisme à Berne.
Il fonde un Ein-Mann-Theater (théâtre à un seul homme) où il est à la fois acteur, auteur et décorateur. Il organise sa première exposition en 1957 à Saint-Gall, en Suisse : « Peintres Poètes / Poètes Peintres ».

### Étudiant à Paris
Il épouse en 1958 Françoise Bonnefoy, dont il a deux enfants Jérôme Patrice (1959) et Valérie Claude (1964).
Il étudie à l'Institut d'histoire de l'art de la Sorbonne à Paris et travaille à la Bibliothèque nationale où il est en contact avec Jean Tinguely et Constantin Brancusi.
Il soutient sa thèse en 1960 à l'université de Berne sur « Les débuts de l'illustration de livre moderne des Nabis (et leurs contacts avec la Revue blanche, le Théâtre de l'Œuvre, Alfred Jarry, Ambroise Vollard) ».
En 1961, il devient membre du Collège de Pataphysique.

### Directeur de la Kunsthalle de Berne
Pendant son séjour à Paris, Arnold Rüdlinger, ancien directeur de la Kunsthalle de Berne, lui suggère de se présenter à la tête de cette institution. Szeemann devient ainsi directeur de la Kunsthalle de Berne de 1961 à 1969, où il organise une dizaine d'expositions par an et établit sa réputation.
Il expose en 1963 l'art de malades mentaux (collection de Hans Prinzhorn) comme des productions qui ne se situent pas à l'extérieur mais à l'intérieur de la société et attire le discours international sur l'« art des fous » (art brut). En 1967-1968, il donne l'occasion à Christo et Jeanne-Claude d'emballer leur premier monument : la Kunsthalle de Berne.

### Commissaire indépendant
Szeemann entreprend une carrière de commissaire d'exposition indépendant au niveau international à partir de son exposition « Quand les attitudes deviennent forme » (When attitudes becomes form : live in your head, Berne, 1969) où il expose, entre autres parmi les 69 participants, son ami Joseph Beuys, Richard Serra, Michelangelo Pistoletto, Sarkis ou encore Lawrence Weiner. L'exposition fait date et marque la reconnaissance du processus de création comme partie intégrante de l'œuvre d'art,.
En 1970, il organise « Happening and Fluxus » à Cologne.
En 1972, il est commissaire de la documenta 5 de Cassel, où il fait notamment découvrir au public européen l'artiste américain Bruce Nauman et invite les artistes (Joseph Beuys, Paul Thek, Bruce Nauman, Vito Acconci, Joan Jonas, Rebecca Horn…) à présenter des happenings et des performances.

### Musée imaginaire
Après la Documenta, des démêlés avec les autorités municipales de Cassel ainsi que des difficultés financières conduisent Harald Szeemann à imaginer un musée imaginaire qu'il appelle le « musée des Obsessions ». Il fonde l’Agency Spiritual Guestwork, chargée de concevoir les expositions originales de son musée imaginaire, autour de thèmes singuliers ou universels.
Le musée des Obsessions présente ainsi à Berne, dans l'appartement même de Szeemann, « Grand Father » (1974), qui donne à voir les appareils de coiffure ayant appartenu à son grand-père, recréant ainsi une « chambre de torture au service de la beauté ».
L'année suivante, il présente dans plusieurs capitales européennes « Bachelor machines » (Les machines célibataires), dont le titre se réfère implicitement à Marcel Duchamp et à son grand œuvre, La mariée mise à nu par ses célibataires, même.
Szeemann épouse en deuxièmes noces l'artiste Ingeborg Lüscher qu'il a rencontrée en 1972 au cours de la documenta 5 de Cassel. En 1974, il quitte Berne pour Civitanova en Italie. En 1975 naît sa fille Una Alja aujourd'hui artiste. En 1978 la famille s'installe à Tegna dans le Tessin (Suisse).

### Conservateur au Kunsthaus de Zurich
En 1981, Harald Szeemann devient « conservateur indépendant » au Kunsthaus de Zurich, fonction qu'il occupera durant de longues années.
Il organise en février 1983 à Zurich l'exposition « Der Hang zum Gesamtkunstwerk » (« La tendance à l'œuvre d'art totale ») au moment du centenaire de la mort de Richard Wagner : plus de trois cents objets sont exposés, des modèles d'architecture, des partitions de musique, des dessins et des peintures représentant les utopies européennes depuis 1790 non seulement du point de vue esthétique mais comme « transformation de la réalité sociale en une société renouvelée ». L'exposition sera montrée également à Vienne (Autriche), à Düsseldorf et à Berlin.
Il crée successivement un ensemble de trois musées (1978, 1983, 1987) sur le Monte Verità, une colline du canton du Tessin.
Il consacre des expositions à la Suisse (Visionary Switzerland, 1991 – pavillon suisse de l’Exposition universelle à Séville en 1992), à l'Autriche (Austria im Rosennetz, 1996) et à la Pologne (2001).
Il présente également « Zeitlos » (Hors du temps, Berlin, 1988), l'exposition consacrée par le Centre national d'art et de culture Georges-Pompidou à Joseph Beuys (1993) et investit, avec des artistes contemporains, des lieux tels que d’anciennes écuries à Vienne (1986), l’hôpital de la Salpêtrière à Paris ou les palais du parc du Retiro à Madrid.
Il est directeur artistique de la biennale de Venise en 1999 et 2001.
Il meurt en 2005 des suites d'un cancer de la plèvre peu avant l'ouverture de sa dernière exposition, « Belgique visionnaire, C'est arrivé près de chez nous » organisée au palais des beaux-arts de Bruxelles pour marquer le 175e anniversaire du pays.
Harald Szeemann était membre de l'Académie des arts de Berlin (Akademie der Künste zu Berlin) et de l'Académie européenne des sciences et des arts, à Salzbourg, en Autriche.

## Expositions
- 1957 - Malende Dichter - Dichtende Maler
- 1965 - Licht und Bewegung
- 1967 - Science-fiction
- 1969 - When Attitudes Become Form : live in your head
- 1970 - happening & fluxus
- 1972 - Dokumenta 5
- 1974 - Grand Father
- 1975 - Les machines célibataires
- 1978 - Monte Verità, Locarno
- 1983 - Der Hang zum Gesamtkunstwerk
- 1995 - Hundert Jahre Kino
- 1996 - Austria im Rosennetz
- 1997 - Biennale de Lyon
- 1999/2001 - Biennale de Venise
- 2002 - Geld und Wert - Das letzte Tabu
- 2003 - Blut & Honig - Zukunft ist am Balkan
- 2004 - la Bienal Internacional de Arte Contemporaneo de Sevilla
- 2005 - Belgique visionnaire

## Jugements
« C’est un « superartiste » qui utilise nos œuvres pour composer sa propre toile. »

— Daniel Buren